# Língua cacua
A língua cacua é falada pelos Kãkwã no Vaupés, no território entre os rios Querari e Papuri. É uma língua tonal, da família macú, estrechamente relacionada com a língua nukak.

## Caraterísticas
A sintaxe é relativamente simples e direta e a ordem preferida da frase é sujeito-objeto-verbo SOV, embora ordens alternativas sejam freqüentemente permitidas. A palavra consiste em pelo menos uma raíz, além de elementos adicionais, como um grande número de afixos. A morfologia cacua é muito fixa, a maioria dos afixos são sufixos derivacionais e flexionais e outros são sufixos formativos. Os prefixos ocorrem apenas na frase verbal e seu número é muito menor do que o dos sufixos. A morfologia do verbo é muito mais complexa do que a dos substantivos, tanto em termos de inflexão quanto de derivação.
Os morfemas podem ser divididos em livres e limitados. Os livres são raízes monomorfêmicas, que podem representar substantivos, adjetivos, advérbios ou partículas. As raízes verbais requerem, como regra geral, a ligação e não podem ocorrer como morfemas livres. Existem três tipos de morfemas vinculados: raízes, afixos e clíticos ( que são registrados como uma palavra separada, mas na verdade fazem parte da palavra anterior ou seguinte).
A incorporação nominal torna possível ter uma frase em uma palavra: [ʔã-pî-tak-p↓ɨd-ʍ↓ɨb-beh-ep-ta-yɨ?-bě] = ""Ele se virou e voltou e eu o vi".

## Fonologia
Tem seis vogais: alta anterior fechada, alta central não arredondada, posterior alta arredondada, média anterior fechada, posterior médio arredondada e central baixa.

### Vogais
| Vogais   | Anteriores | Centrais | Posteriores |
| Fechadas | i          | ɨ        | u           |
| Médias   | e          |          | o           |
| Abertas  |            | a        |             |

Em segmentos nasalizados, todas estas vogais têm uma contraparte nasal  ĩ, ɨ̃, ũ, ẽ, õ, ã.

### Consoantes
| Consoantes        | labial | alveolar | palatal | velar | glotal |
| oclusivas surdas  | p      | t        | c       | k     | ʔ      |
| oclusivas sonoras | b      | d        |         | ɡ     |        |
| fricativas surdas | fʷ     |          |         |       | h      |
| lateral           |        | l        |         |       |        |

Katherine Bolaños considera uma serie de consoantes glotalizadas /bˀ/, /dˀ/, //gˀ/, /wˀ/, /jˀ/. Marylin Cathcart em sua análise não considerou as cinco consoantes glotalizadas como fonemas, mas sim as analisou como sequências consonantais com oclusiva glotal / ʔ /, que ocorrem apenas na posição final da sílaba.
[ʧ] em Wacará, é [ʦ] em Pueblo Nuevo. A lateral / l / entre duas vogais varia livremente com a vibrante simples [ɾ] e nunca ocorre no final do morfema.1
A fricativa labializada surda / fʷ / ocorre apenas na posição inicial ([fiʔ̃̌]) = "nosso") e varia livremente com [f] e [ɸ], 1 e parece ter substituído a aproximante bilabial-velar surda / ʍ / ( [ʰw]), registrado em 1979 por Cathcart (/ ʍiʔ̃̌ / = "nosso"). 2 Podemos ver as mudanças deste telefone ʍ:
|                   | Cacua 1979 | Kãkwã 2016 | Nɨkãk    |
| "Nós"             | ʍît        | fʷît       | wît      |
| prefixo verbal 1P | ʍiʔ̃̌-       | fĩ-        | hi-      |
| "Nosso"           | ʍîʔ        | fĩʔ̃̌        | wĩʔ / hi |

### Nasalização
A nasalização é uma propriedade prosódica do morfema que afeta todos os seus segmentos, exceto oclusivas surdas e deslizamento glotalizado na posição inicial. As oclusivas sonoras /b/, /d/, /g/ são executadas como nasais [m], [n, [ŋ] em um ambiente nasal com uma vogal nasal, como  pré-nasalizadas [mb], [ⁿd], [ŋg] no inicio da palavra, e como pós-nasalizadas [bm], [dⁿ], [gŋ] no final da palavra. A aproximante /j/ é realizada como nasal [ɲ] no meio nasal, e é como a palatal sonora [ʤ] no início dos segmentos orais. Cinco sufixos são nasalizados quando estão ligados aos segmentos nasais, enquanto outros sempre tem um caráter oral ou nasal.

### Tom
O tom é outra caraterística suprassegmental com caráter fonético. O kãkwã registra três tons contrastantes: ascendente / ě /, descendente / ê / e baixo / è /. O tom agudo [é] é uma realização em sílabas fechadas em segmentos de duas sílabas do tom descendente, por exemplo em /HLhagap/ [hágàp̚] ("araña"), o do ascendente, por exemplo /LHjegeʔ/ [nʤègéʔ].